# Tuerie de masse à Cadereyta Jiménez
La tuerie de masse à Cadereyta Jiménez désigne une tuerie de masse perpétrée le 13 mai 2012. 49 personnes (43 hommes et 6 femmes) mutilées et décapitées par des narcotrafiquants de Los Zetas ont été retrouvées gisant sur une autoroute proche de Monterrey dans le nord du Mexique. Le Blog del narco, un blog qui met anonymement au grand jour les actes de la lutte contre les narcotrafiquants au Mexique, affirme qu'il y aurait 68 morts. Les corps ont été retrouvés dans la ville San Juan dans la municipalité de Cadereyta Jiménez à 4 h du matin sur une autoroute menant à Reynosa (Tamaulipas),. Leur tête, leurs pieds et leurs mains ont été coupés rendant ainsi l'identification très difficile. Leurs blessures montrent qu'ils ont été torturés.

## Prémices
Cette tuerie est la toute dernière, en date du 15 mai 2012, parmi les actes de violences qui ont précédé au Mexique, surtout dans le nord du pays, entre 2011 et 2012, dans lesquels s'est engagé Los Zetas face aux organisations rivales de narcotrafiquants pour le contrôle des routes menant vers les États-Unis. La création de Los Zetas, cependant, date de 1999, lorsque des déserteurs des forces spéciales de l'armée mexicaine rejoignent les rangs du cartel du Golfe. Néanmoins, les deux organisations ont émergé au plus tôt de l'année 2010, et se battent pour prendre contrôle des routes. Le puissant cartel de Sinaloa s'est également engagé dans une guerre face à Los Zetas. Les 49 individus impliqués dans ce massacre ont été victimes d'un complot organisé par Los Zetas pour un « massacre spectaculaire de la fête des mères ». Depuis fin avril 2012, Los Zetas a subi une immense pression lors de l'alliance entre le cartel du Golfe, les ennemis jurés des Zetas, et le Cartel du Sinaloa. Cette pression s'accroît encore plus en mars 2012 lorsque 13 des membres de Los Zetas ont été tués et démembrés par le cartel du Sinaloa, défiant ainsi les chefs de Los Zetas à combattre pour garder leur territoire. En réponse, 10 membres du cartel de Sinaloa ont été tués par Los Zetas dans le territoire de leurs rivaux.

## Investigations
En 2012, l'État de Nuevo León et ses territoires alentour sont devenus le champ de guerre d'un conflit brutal entre Los Zetas et le cartel du Golfe, deux organisations de narcotrafiquants localisées dans le nord du Mexique. La municipalité de Cadereyta Jiménez — une agglomération industrielle de classe moyenne — est connue pour ses fabriques de balais, sa raffinerie de pétrole et pour avoir accueilli l'un des tout premiers matchs de baseball du Mexique. La municipalité de Cadereyta est l'une des plus violentes de l'État de Nuevo León qui ne fasse pas partie de l'aire urbaine de Monterrey.
Au départ, les autorités mexicaines avaient rapporté la découverte de 37 cadavres tôt durant la matinée du 13 mai 2012 dans la ville de San Juan, à 125 km (75 miles) au sud-ouest de Roma, dans le Texas. Cependant, des examens plus approfondis portent leur nombre à 49. Les corps ont été retrouvés gisant sur une autoroute à 4 h du matin, forçant ainsi la fermeture de l'autoroute par les autorités. Les victimes ont été retrouvées sans tête et démembrées,,; aucune d'entre elles n'a été tuée par balle. D'après les témoignages de nombreux civils habitant à San Juan, tard dans la nuit avant que les corps n'aient été découverts, une odeur infecte était sentie depuis une longue distance, mais aucun d'entre eux n'imaginait que cette odeur venaient de corps en décomposition. Les experts sur place avaient dû faire usage de masques à gaz pour déplacer les corps car l'odeur était difficilement supportable. Les autorités mexicaines avaient dû protéger leurs voies respiratoires pour la même raison.

## Réactions
Peu après la tuerie, 50 policiers ont été déployés pour monter la garde dans la municipalité de Cadereyta. Durant plus de sept heures, l'accès à l'autoroute dans lequel les corps ont été trouvés est resté fermé.
Dans un communiqué, le 13 mai 2012, le gouvernement fédéral du Mexique condamne ces attaques et fera  « tout son possible » pour établir la justice. Le Secretaría de Gobernación (Segob) encourage les autorités de Nuevo León à trouver les responsables.